# Liste der Bischöfe von Toulon
Die folgenden Personen waren Bischöfe von Toulon (Frankreich):
- um 451: Honoratus
- † um 472: Heiliger Gratien
- 524–549: Heiliger Cyprien
- 549 bis um 554: Palladius (oder Palais)
- 573–585: Desiderius
- um 601: Mennas
- um 614: Hiltigisus (de Tholosa ?)
- um 680: Taurinus
- Gandalmarus
- um 879: Eustorgius
- um 899: Armodus
- 1021–1056: Théodad de Jandal
- 25. Januar 1056 bis 1079: Wilhelm I.
- 1096–1110: Ariminus oder Aiminus
- 1117-September 1165: Wilhelm II.
- 1168–1183: Pierre I. Isnard
- 1183–1201: Desiderius
- um 1201: Ponce Rausianus
- Guillaume III. de Soliers
- 1212–1223: Stephanus
- 1223–1232: Jean I. des Baux
- 1234 bis um 1257: Rostaing
- 1257 bis um 1266: Bertrand (?)
- 1266–1277: Gualterus (oder Gauthier) Gaufredi
- 17. Mai 1279 bis 1289: Jean II.
- 1293–1311: Raymond I. de Rostaing
- 1314 bis um 1317: Ponce II.
- 1317–1323: Elzéar de Glandèves
- 1324–1325: Hugues I.
- 1325–1326: Pierre II. de Guillaume
- 1328–1329: Fulco
- 1329–1345: Jacques de Corvo
- 9. Dezember 1345 bis 1357: Hugues II. Le Baille
- 1. April 1357 bis 1358: Pierre III.
- 1358–1364: Raymond II. de Daron
- 1364–1368: Guillaume IV. de La Voulte
- 1368–1380: Jean III. Stephani de Girbioto
- 1395-4. oder 5. September 1402: Pierre IV de Marville
- 1403–1409: Jean IV.
- 13. Februar 1411 bis 27. Juli 1427: Vitalis
- 1428–1434: Nicolas I. Draconich
- 1437–1454: Jean V. Gombard
- 1454–1483: Jean VI. Huet
- 1491–1496: Jean VII. de Mixon
- 1497–1498: Guillaume V. Briçonnet
- 1498–1516: Dionysos de Briçonnet
- 1516: Nicolas (oder Niccolò) II. Fieschi (1. Mal)
- 1516 bis 3. September 1518: Philos Roverella
- 3. September 1518 bis 1524: Nicolas (II.) Kardinal Fieschi (2. Mal)
- Claudio Tolomei ?
- 22. Juli 1524 bis 1548: Agostino I. Kardinal Trivulzio (Augustin oder Auguste Trivulce)
- 1548–1559: Kardinal (1557) Antoine Kardinal Trivulce
- um 1560–1566: Girolamo della Rovere (Jérôme de La Rovère), (dann Erzbischof von Turin und Kardinal)
- 1566–1571: Thomas Jacomel
- 1571 oder 1572–1588: Guillaume VI. du Blanc
- 1588–1599: Sedisvakanz
- 1599 bis 2. Mai 1626: Aegidius de Septres oder de Soystres
- 1628–1639: Auguste II. de Forbin
- 6. Mai 1640 bis 1659: Jacques II. Danès de Marly
- 12. Januar 1659 bis 5. Dezember 1662: Pierre V. Pingré
- 1664 bis 29. April 1675: Louis I. de Forbin d’Opède
- 1675 bis 15. November 1682: Jean VIII. de Vintimille du Luc (vorher Bischof von Digne 1669–1675)
- 1684–1712: Armand-Louis Bonin de Chalucet
- 15. August 1712 bis 12. September 1737: Louis II. de La Tour du Pin de Montauban
- 1737 bis 16. April 1759: Louis-Albert Joly de Chouin
- 12. September 1759 bis 1786: Alexandre Lascaris de Vintimille
- 13. August 1786 bis 1801: Elléon de Castellane-Mozangues